# Thylatheridium
Thylatheridium es un género fósil de marsupiales de la familia Didelphidae hallados en Argentina.

## Descripción
Thylatheridium era un pequeño marsupial fósil carnívoro o insectívoro en etapas tempranas de desarrollo.

## Historia
El género Thylatheridium fue reconocido y descripto por Osvaldo Reig en 1952, dando a conocer la especie T. cristatum a partir de un cráneo incompleto y destacando su similitud con el género Monodelphis. El fósil proviene de las barrancas costeras cercanas a Miramar (Buenos Aires) en los sedimentos de la Formación Chapadmalal de edad Plioceno, donde este es el didélfido más abundante. Este género incluía las especies T. pascuali, T. dolgopolae y T. hudsoni. Sin embargo, se propuso una nueva combinación nomenclatural asignando Hesperocynus dolgopolae a "Thylatheridium" dolgopolae.

## Taxonomía
- Género Thylatheridium † Reig, 1952
  - Thylatheridium cristatum † Reig, 1952  Plioceno; Miramar, Buenos Aires,  Argentina.[3]
  - Thylatheridium dolgopolae † Reig, 1958  “Araucanense” sensu stricto; Catamarca,  Argentina.[6]
  - Thylatheridium hudsoni † Goin y Montalvo,1988 Mioceno; La Pampa,  Argentina.[2]
  - Thylatheridium pascuali † Reig, 1958 (†) Montehermosense; Buenos Aires,  Argentina. [6]

Véase también
- Anexo: Ameridelphia. Tabla taxonómica